# روبرت كيركلاند هنري
روبرت كيركلاند هنري (بالإنجليزية: Robert Kirkland Henry) (9 فبراير 1890 – 20 نوفمبر 1946) كان مصرفيًا وسياسيًا أمريكيًا من ولاية ويسكونسن. شغل منصب أمين خزانة ولاية ويسكونسن بصفته ديمقراطيًا، ثم أصبح لاحقًا عضوًا في مجلس النواب الأمريكي بصفته جمهوريًا.

## النشأة والتعليم
وُلد هنري في 9 فبراير 1890 في مدينة جيفرسون بولاية ويسكونسن. تلقى تعليمه في المدارس العامة المحلية، ثم التحق بجامعة ويسكونسن–ماديسون حيث درس لمدة عامين قبل أن يبدأ مسيرته المهنية في مجال البنوك.

## المسيرة المهنية
بدأ هنري عمله في القطاع المصرفي، حيث ترقّى في المناصب داخل بنك مقاطعة جيفرسون ليصبح أمينًا للصندوق وعضوًا في مجلس الإدارة.
في عام 1932، ترشح هنري عن الحزب الديمقراطي لمنصب أمين خزانة ولاية ويسكونسن وفاز بالمنصب، حيث شغل هذا المنصب من عام 1933 حتى عام 1937. لم ينجح في إعادة انتخابه عام 1936.
في عام 1938، غيّر هنري انتماءه السياسي إلى الحزب الجمهوري وترشح للحصول على ترشيح الحزب لمنصب حاكم ولاية ويسكونسن، لكنه خسر في الانتخابات التمهيدية أمام يوليوس هايل، الذي فاز لاحقًا في الانتخابات العامة ضد فيليب لا فوليت، مرشح حزب التقدميين في ويسكونسن.
من عام 1939 حتى عام 1944، خدم هنري في لجنة المياه والكهرباء البلدية في جيفرسون. كما كان عضوًا في لجنة البنوك الحكومية من عام 1940 حتى عام 1944.

## الخدمة في الكونغرس
في عام 1944، انتُخب هنري لعضوية مجلس النواب الأمريكي عن الدائرة الثانية لولاية ويسكونسن كعضو في الحزب الجمهوري. أعيد انتخابه عام 1946، لكنه توفي قبل بدء فترة ولايته الثانية. خدم في الكونغرس التاسع والسبعين حتى وفاته.

## الوفاة
توفي هنري في 20 نوفمبر 1946 في مدينة ماديسون بولاية ويسكونسن عن عمر يناهز 56 عامًا. دُفن في مقبرة غرينوود في جيفرسون، ويسكونسن.